# Ночь печали
«Ночь печали» (исп. La Noche Triste) — утвердившееся в историографии название кризисного момента в походе Эрнана Кортеса на Теночтитлан, кровавого отступления конкистадоров из столицы ацтеков в ночь с 30 июня на 1 июля 1520 года.

## Предыстория
Кортес вошёл в столицу ацтеков 8 ноября 1519 года, вскоре взяв правителя Монтесуму II фактически в заложники. Около полугода испанцы и их союзники — тласкаланцы удерживали власть в городе, причём вели себя как оккупанты, вызывая раздражение как местного населения, так и элиты. В июне следующего года появились слухи, что губернатор Кубы, находившийся во вражде с Кортесом, отправил хорошо вооружённый отряд Панфило де Нарваэса для ареста Кортеса. Кортес оставил две трети своих войск в качестве гарнизона Теночтитлана под командованием Педро де Альварадо, поспешив в Веракрус. В отсутствие Кортеса произошла резня в великом храме Теночтитлана, о которой Кортес узнал от своего гонца и от гонца ацтеков, сообщение которых передает Берналь дель Кастильо:
Как только мы готовы были двинуться в путь, прибыло посольство из Мешико в составе четырёх сановников с жалобой на Педро де Альварадо. Со слезами на глазах они рассказали, что тот, без всякой видимой причины, напал со своими солдатами на главный си [(пирамиду храма)], когда там, с его же разрешения, происходило празднество их идолов Уицилопочтли и Тескатлипоки и священные танцы, и перебил множество видных военачальников, касиков и жрецов; только тогда они прибегли к самозащите, и шестеро испанцев пало.
Кортесу удалось переманить на свою сторону солдат Нарваэса («Если бы они знали размеры Мешико и величину опасности, ни один из них не согласился бы!», писал Берналь Диас), и в Теночтитлан он вернулся со значительным подкреплением. Экспедиционный отряд Кортеса насчитывал 1300 солдат, 96 всадников, 80 арбалетчиков и 80 аркебузиров, к которым добавилось 2 000 тласкаланцев.
24 июня 1520 года отряд Кортеса вступил в Теночтитлан. «Город точно вымер, — вспоминал Берналь Диас, — на улицах — никого, никаких встреч и приветствий. Лишь по прибытии в наш дворец Мотекусома вышел к Кортесу, чтобы приветствовать его и поздравить с победой. Но Кортес, упоенный успехом, еле прислушался, и монарх скорбно удалился в свои покои». Кортес устроил следствие по делу о нападении Альварадо на ацтеков, но так и не удалось точно установить, что произошло.
Между тем постепенно назревал конфликт, который вскоре привел к нападению на испанцев в Тлакопане. Кортес послал туда 400 солдат под командованием Диего де Ордаса, «но было уже поздно. Не успел Ордас пройти и половины улицы, как со всех сторон он был окружен нападающими, и с балконов и крыш понеслись такие тучи стрел, дротиков и камней, что вскоре не было в его отряде ни одного целого (сам Ордас получил 3 раны), а 18 были убиты, 19-й же, хороший солдат по имени Лескано, умер уже при отступлении». Испанцы оказались фактически осаждены на своей базе — бывшей резиденции Ашаякатля.
27 июня 1520 года при невыясненных обстоятельствах Монтесума скончался, и Кортес принял решение покинуть город.

## События «Ночи печали»
На второй день осады Кортес решил провести вылазку, описание которой оставил Берналь Диас:
На следующий день Кортес решил со всеми нашими силами произвести вылазку, дабы либо совершенно прогнать неприятеля, либо нанести ему такой урон, чтоб он не оправился. Но такая же решимость была, по-видимому, и у врага: в бой они ввели столько сил, что десять тысяч троянских Гекторов и столько же Рольданов напрасно бы пытались пробиться! Помню как сейчас эту ужасную резню; стойкость врага была выше всякого вероятия, самые громадные потери как будто проходили незамеченными, а неудачи лишь увеличивали боевую ярость. Иногда они как будто поддавались назад, но лишь для того, чтобы заманить нас в глубь улицы, а затем круг опять смыкался, и при отступлении мы теряли наибольшее количество людей. Пробовали мы поджечь их дома, но каждый из них стоял особняком, окруженный водой, и огонь не только не распространялся, но и вообще плохо принимался, а сверху, с крыш и балконов, по-прежнему лился дождь стрел, дротиков, камней… Право! Я не в силах описать этот бой. Мои слова слабы и холодны. Ведь говорили же некоторые из наших солдат, побывавшие в Италии и ещё более далеких странах, что никогда не видали ничего подобного, что такое ожесточение не встречалось им ни в битвах с королём Франции, ни с самим великим турком.
Во время этой вылазки испанцы потеряли 10 или 12 человек. На третий день боев испанцы построили передвижные башни, на которые установили орудия и с их помощи провели штурм главного храма. По мнению исследователей, Кортес прекрасно знал, что взятие главного храма у мешиков и других индейских народов обозначало победу над врагом и его подчинение, поэтому и атаковал главный храм Мешико. Однако захват храма не дал нужного эффекта, и Кортес отвел своих людей обратно в здание дворца. Он решил предложить ацтекам перемирие и покинуть город, для этого попросил Монтесуму обратиться к ацтекам с просьбой о перемирии. Во время этого обращения в Монтесуму попал камень, отчего он, предположительно, умер несколько дней спустя. (Диего Дуран писал: «Когда же оставшиеся в живых испанцы бежали из Мешико [в „Ночь печали“]… пришли мешики во дворец [Ашаякатля] искать Мотекусому, чтобы наказать его, и, бродя в поисках по комнатам, нашли его мертвым с цепью на ногах и пятью ножевыми ранами в груди».)
Кортес решил прорываться из города. Однако из восьми дамб, которыми Теночтитлан сообщался с сушей, четыре были перерезаны каналами, так что испанцам пришлось строить временные мосты. Авангардом командовал Гонсало де Сандоваль. Командование арьергардом было поручено Альварадо. Пройти незамеченными не удалось, индейцы пошли в атаку как с городских улиц, так и каноэ, проведённых в каналы. Потери были велики: Кортес в донесении Карлу V сообщал о 150 убитых испанцах и 2000 тласкаланцев, Франсиско Лопес де Гомара насчитал 450 погибших испанцев и 4000 тласкаланцев. Источники сходятся на том, что нераненых не осталось вообще. Частью мифологии конкисты стал героизм Альварадо, воспользовавшегося для форсирования канала копьём как шестом для прыжков в высоту. Среди спасшихся были и женщины: Малинче, наложница Альварадо — донья Луиса де Тласкала и две дочери Монтесумы.
После «ночи печали» испанцы сумели уйти в Сумпанго, а 7 июля армия ацтеков нагнала их, что привело к сражению при Отумбе.
Через две недели отправились в Тласкалу, где началась организованная подготовка осады Теночтитлана.

## Свидетельства очевидца
…а теперь я сообщу, как мы приготовились. Прежде всего построен был переносной мост из надёжных брёвен и досок, чтобы перекидывать его через каналы взамен убранных; несли этот мост впереди армии. Для транспортировки его, установки и охраны назначены были 400 индейцев-тлашкальцев и 150 солдат; также для переноски артиллерии назначены были 200 индейцев из Тлашкалы и 50 солдат. Авангардом командовали Гонсало де Сандоваль и Диего де Ордас; а для поддержки их в бою были, между ними и серединой, Франсиско де Сауседо и Франсиско де Луго с отрядом из 100 молодых и ловких солдат; затем в середине были Кортес, Алонсо де Авила, Кристобаль де Олид и другие капитаны; арьергард поручен был Педро де Альварадо и Хуану Веласкесу де Леону. И присоединены были к середине капитаны и солдаты Нарваэса; а в середину, для переноса груза и охраны пленников и доньи Марины, и доньи Луизы, были назначены 300 тлашкальцев и 30 солдат

Вернёмся к Педро де Альварадо. Он между тем сообщил Кортесу и другим капитанам об участи отставших, и крупные слезы скатывались у него при этом донесении. И рассказал Педро де Альварадо, что Хуан Веласкес де Леон остался убитым со многими другими рыцарями, как нашими, так и Нарваэса, которых было больше 80, при опрокинувшемся переносном мосте, и что он и 4 солдата, которых он привёл с собой, после гибели конных перешли со многими опасностями по заполнившим этот промежуток [в дамбе] мёртвым [людям] и лошадям и поклаже; и сказал он ещё, что все дороги и мосты заняты вражескими воинами. И при этом печально известном мосте и совершил Педро де Альварадо свой знаменитый прыжок. Было это или нет — я не знаю, да и не до того было нам тогда, знаю лишь, что потом, когда мы брали Мешико, мне неоднократно пришлось биться подле этого моста, который и сейчас называется «Сальто де Альварадо» [(Salto de Alvarado)], и могу уверить, что через канал там немыслимо перемахнуть при помощи копья.

А согласно моим записям, нас, прибывших на помощь Педро де Альварадо в Мешико, было: более 1300 солдат, конных было 97, и 80 арбалетчиков и столько же аркебузников, и больше 2000 тлашкальцев и много артиллерии, а вступили мы в Мешико в день Сеньора Сан Хуана в июне 1520 года; и был наш выход-бегство [из Мешико] 10 июля месяца этого же года… Все теперешнее наше войско состояло из 440 человек, 20 лошадей, 12 арбалетчиков и 7 аркебузников, причём все, как уже сказано многажды, были изранены, запасы пороха истощились, тетивы у арбалетов взмокли.

Берналь Диас дель Кастильо. Правдивая история завоевания Новой Испании. Пер. Д. Н. Егорова. Архивная копия от 28 сентября 2014 на Wayback Machine

## В культуре
- Генри Райдер Хаггард «Дочь Монтесумы», публикация 1893 года.
- Сергей Александровский. «Ночь печали» Архивная копия от 27 января 2022 на Wayback Machine. Поэма